# 헌츠맨: 윈터스 워
《헌츠맨: 윈터스 워》(영어: The Huntsman: Winter's War)는 2016년 개봉한 미국의 판타지 액션 모험 영화로, 2012년 영화 《스노우 화이트 앤 더 헌츠맨》의 스핀오프 작품이다. 전작에서 시각 효과 감독과 조감독으로 일했던 세드리크 니콜라트루아양이 연출을 맡고, 크레이그 메이진, 에번 스필리오토풀러스가 각본을 썼다.

## 출연
- 크리스 헴즈워스 - 에릭 역
- 샬리즈 세런 - 러베나 여왕 역
- 에밀리 블런트 - 프레이아 여왕 역
- 제시카 채스테인 - 세라 역
- 닉 프로스트 - 나이온 역
- 샘 클래플린 - 윌리엄 왕 역
- 롭 브라이던 - 그리프 역
- 셰리든 스미스 - 브롬윈 역
- 알렉산드라 로치 - 도리나 역
- 소페 디리수 - 털 역
- 소피 쿡슨 - 피파 역
- 샘 헤이즐딘 - 리퍼 역
- 콜린 모건 - 앤드루 역
- 로버트 포털 - 왕 역
- 프레드 태터쇼어 - 거울 인간 역 (목소리)
- 리엄 니슨 - 해설
- 크리스틴 스튜어트 - 백설 공주 역 (크레디트 미기재, 과거 촬영분)
- 마크 핼도어 - 사냥꾼 역 (크레디트 미기재)